# Hobokenův seznam
Hobokenův seznam (německy Hoboken-Verzeichnis) je nejčastěji používaný seznam skladeb Josepha Haydna. Úplný název zní: J. Haydn, Thematisch-bibliographisches Werkverzeichnis.

## Charakteristika
Seznam byl sestaven nizozemským muzikologem Anthonym van Hobokenem a byl zveřejněn v letech 1957 až 1978 ve třech svazcích. Číslování podle Hobokenova seznamu je označováno značkou Hob. Ačkoli je Hobokenův seznam dnes díky novým badatelským poznatkům již částečně překonaný, má stále velký praktický význam, využívá se zejména při katalogizaci CD nahrávek či pro účely označení skladeb koncertů.
Na rozdíl např. od Köchelova seznamu skladeb Wolfganga Amadea Mozarta nebo Deutschův seznam skladeb Franze Schuberta, není Hobokenův seznam řazen chronologicky, nýbrž podle skupin skladeb. Základem je, aby nevznikla vzájemně se překrývající chronologie Haydnových skladeb. Ta často není možná ani uvnitř jednotlivých skupin skladeb. Sled symfonií je tudíž u Hobokena chronologicky správný jen částečně. Řazení podle opusových čísel bylo jako kritérium vyloučeno, neboť se vžila opusová čísla přiřazená jednotlivým skladbám nikoli podle Haydnova pořadí, nýbrž podle vydavatele.

## Seznam skladeb
| Hob.   | Označení                                                                     |
| ------ | ---------------------------------------------------------------------------- |
| I      | Symfonie (1–108)                                                             |
| Ia     | Předehry (1–16)                                                              |
| II     | Divertimenti pro čtyři nebo více hlasů (1–47)                                |
| III    | Smyčcové kvartety (1–83b)                                                    |
| IV     | Divertimenti pro tři hlasy (1–11)                                            |
| V      | Smyčcová tria (1–21)                                                         |
| VI     | Různá dua (1–6)                                                              |
| VII    | Koncerty pro různé nástroje                                                  |
| VIII   | Pochody (1–7)                                                                |
| IX     | Tance (1–29)                                                                 |
| X      | Různé skladby pro baryton (1–12)                                             |
| XI     | Tria pro baryton, housle/violu a violoncello (1–126)                         |
| XII    | Dua s barytonem (1–25)                                                       |
| XIII   | Koncerty pro baryton (1–3)                                                   |
| XIV    | Divertimenti pro klavír s doprovodem (1–13)                                  |
| XV     | Tria pro klavír, housle/flétnu a violoncello (1–40)                          |
| XVa    | Klavírní dua                                                                 |
| XVI    | Klavírní sonáty (1–52)                                                       |
| XVII   | Skladby pro klavír (1–12)                                                    |
| XVIIa  | Čtyřruční skladby pro klavír (1–2)                                           |
| XVIII  | Klavírní koncerty (1–11)                                                     |
| XIX    | Skladby pro hrací hodiny (1–32)                                              |
| XX     | Instrumentální skladby na Die sieben letzten Worte unseres Erlösers am Kreuz |
| XX-2   | Sborová úprava na text Die sieben letzten Worte unseres Erlösers am Kreuz    |
| XXI    | Oratoria (1–3)                                                               |
| XXII   | Mše (1–14)                                                                   |
| XXIII  | Různé duchovní skladby                                                       |
| XXIV   | Kantáty a árie s orchestrem                                                  |
| XXV    | Písně pro dvě, tři a čtyři hlasy                                             |
| XXVI   | Písně a kantáty s doprovodem klavíru                                         |
| XXVII  | Kánony (duchovní 1–10; světské 1–47)                                         |
| XXVIII | Opery (1–13)                                                                 |
| XXIX   | Zpěvohry                                                                     |
| XXX    | Jevištní hudba                                                               |
| XXXI   | Zpracování skotských (273) a velšských (60) lidových písní                   |